# Hickmanoxyomma cavaticum
Hickmanoxyomma cavaticum is een hooiwagen uit de familie Triaenonychidae.